# Monastère de Mouzon

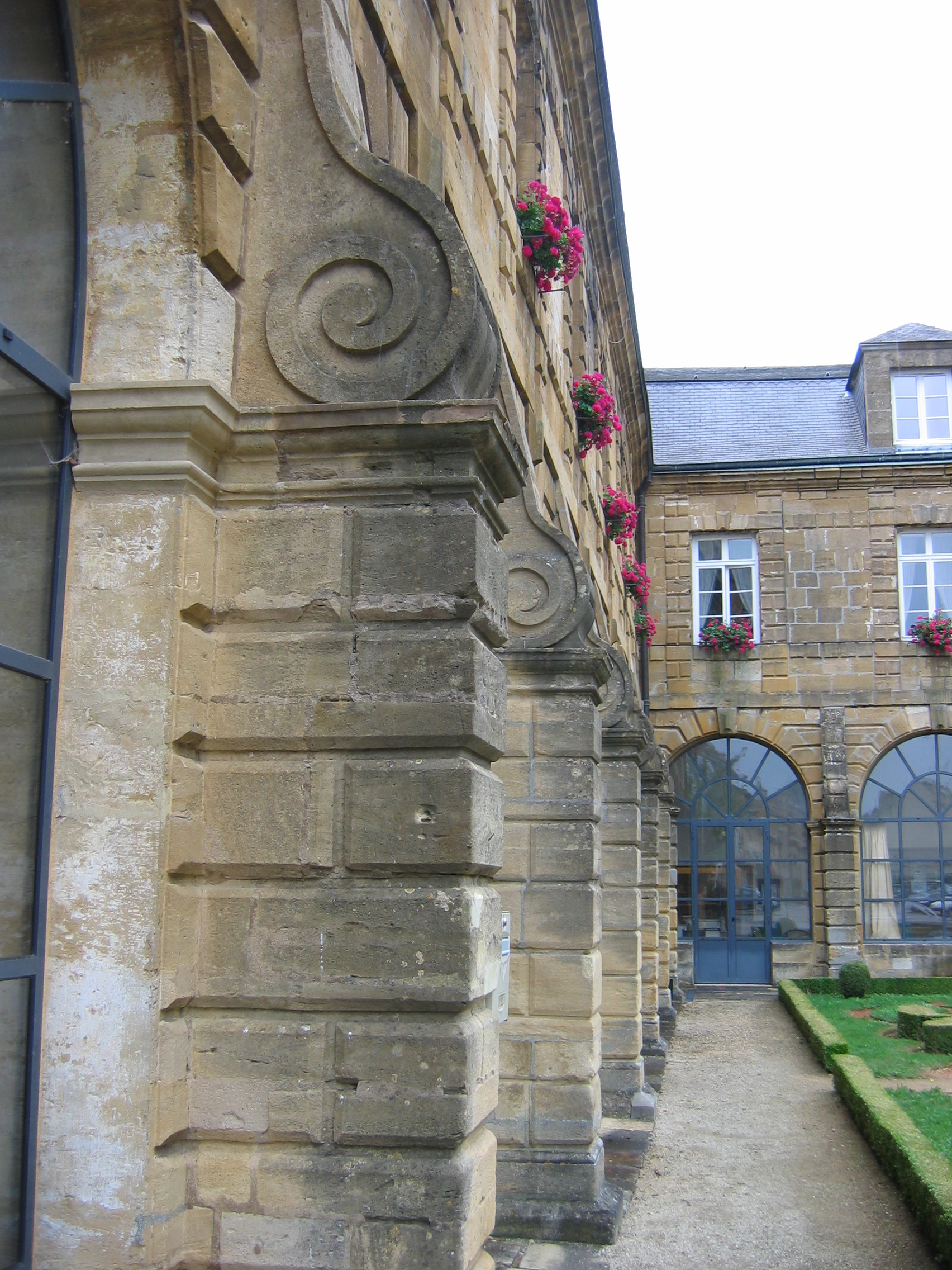
Détail de l'encadrement des arcades et colonnettes

Le monastère de Mouzon est un ancien monastère bénédictin situé à Mouzon, dans le département des Ardennes, en France.

## Description
Du monastère subsistent aujourd'hui deux corps de bâtiments de l'ancien cloître, en équerre, accolés à l'abbatiale, et un jardin. L'architecture est de style classique avec de grandes arcades, désormais isolées par des vitres, entourés de pierres appareillées. L'ancien cloître est aujourd'hui une maison de retraite et ne se visite pas,,.
Un bassin avec jets d'eau a pris la place d'un corps de bâtiment disparu qui fermait le cloître. Le jardin est aménagé à la française, dans l'espace au sud constitué par les bâtiments en équerre, ainsi qu'au nord de ces mêmes bâtiments. Une  allée centrale gravillonnée mène de l'ancien cloître aux anciennes douves. Un autre espace, masqué par une haie de conifères, est consacré à la culture de plantes tinctoriales pour le musée du feutre de laine : œillet d'Inde et garance des teinturiers, notamment.
L'abbaye comportait une ferme dont subsiste le pigeonnier (devenu un bureau du tourisme), une écurie et une grange à foin (devenus l'actuel musée du feutre).

## Localisation
Le monastère est situé sur la commune de Mouzon, dans la partie la plus ancienne de cette cité, entre les bras de la Meuse, dans le département français des Ardennes.

## Historique
Une tradition écrite tient pour acquis que Mouzon ait été donnée à saint Remi par Clovis. Ceci est contesté par quelques historiens se basant sur le testament du saint transmis par Flodoard, qui énumère les donations de Clovis sans citer la terre de Mouzon, et privilégiant l'hypothèse d'une dotation de Clodoald, petit-fils de Clovis. La date de fondation d'un premier monastère de religieuses reste incertaine mais semble antérieure au IXe siècle. Cette première implantation monastique est ruinée par les raids des Vikings en 882 et des Magyars en 889.
Un monastère est à nouveau fondé en l'an 971 par l'archevêque de Reims Adalbéron. Le 24 juillet 971, les reliques de saint Arnoul, pèlerin assassiné au VIIIe siècle, arrivent sur place s'ajoutant à celles de saint Victor. Le 7 novembre de la même année, la nouvelle communauté de moines bénédictins s'installe. À Noël 971, des envoyés de l'archevêque partent pour Rome expliquer les circonstances de cette fondation et obtenir du pape sa confirmation. Une bulle pontificale datée du 23 avril 972 lui donne satisfaction. 
L'archevêque de Reims prend également soin de doter ce nouveau monastère de biens lui garantissant des ressources. Il prélève ces biens d'une part dans la mense épiscopale, d'autre part dans les biens qu'il possède en Lorraine provenant de sa propre famille. Les premiers comprennent des droits seigneuriaux à Yoncq, Cesse, Remilly-Aillicourt, et des droits de pâture au ban de Brévilly. Les biens patrimoniaux lorrains consistent en des manses situées à Brettnach, Rettel, Rozérieulles, Châtel-Saint-Germain et Marange, principalement affectées à la culture de la vigne, et situées à 80 km environ à vol d'oiseau de Mouzon. Ce domaine de l'abbaye de Mouzon continue ensuite à croître, grâce à d'autres donations. Il bénéficie notamment de la volonté des empereurs du Saint-Empire germanique de resserrer les liens avec cette abbaye située à la limite entre leur empire et le royaume de France, et entre le diocèse de Reims et celui de Liège. 
Lors de son séjour de quatre mois dans l'abbaye, en 1504, le cardinal Georges d'Amboise, légat pontifical pour la réforme des ordres religieux, accorde enfin à l'abbé de Mouzon et à ses successeurs le droit de porter la mitre, en signe de reconnaissance de l'importance pastorale de l'abbaye et pour encourager le zèle des moines,. Mais 40 ans plus tard, isolé dans une région dévastée par les guerres de religion, l'abbaye passe sous le régime de la commende. Cette évolution favorise un certain relâchement spirituel de la communauté :  l'abbé commendataire n'est plus un religieux mais un laïc, vassal du roi de France, à qui on donne le droit de jouir des revenus du monastère et de diriger ses affaires temporelles,. 
L'arrivée au trône d'Henri IV permet à la région de retrouver un certain calme.  Le nouveau roi et son épouse Marie de Médicis se rendent à l'abbaye de Mouzon en 1606 et y assistent à la messe dans l'abbatiale Notre-Dame. Pour relancer une dynamique religieuse s'inscrivant dans le mouvement de Contre-Réforme, et restaurer une discipline claustrale, l'abbaye adhère le 30 septembre 1634 à la congrégation de Saint-Vanne et Saint-Hydulphe. L'abbaye souffre encore durant la guerre de Trente Ans, et le cloître doit être reconstruit, vers 1660, pour donner le bâtiment actuel, avec le concours des bénédictins dépendant de l'abbaye de Saint-Wandrille.
Au XVIIIe siècle, le monastère devient un des centres jansénistes du Nord-Est du royaume. L'axe Utrecht, Liège, Orval, Carignan, Mouzon, permet aux hommes et aux ouvrages de circuler entre la Hollande, et Reims, Paris, et la Lorraine.
Lorsque la révolution de 1789 éclate, l'abbaye ne compte que 12 moines et 1 convers. La promulgation de la constitution civile du clergé en juillet et août 1790 les obligent à se positionner. L’État français s'arroge la possibilité de les libérer de leurs vœux religieux s'ils le souhaitent et de se séculariser, bien qu'en bonne théologie, seule l'autorité spirituelle dont ils dépendent pouvaient les dispenser de ces vœux. L'ensemble de la communauté monastique de Mouzon choisit la sécularisation. L'abbaye se vide. Les biens mobiliers sont vendus à la criée et les biens immobiliers font l'objet de vente aux enchères comme biens nationaux. La municipalité de Mouzon a l'intelligence de sauver les bâtiments du cloître, en y installant un hospice de malades et de vieillards, et l'abbatiale en obtenant qu'elle devienne l'église paroissiale.
Le cloître du monastère est classé au titre des monuments historiques en 1943.

## Abbés réguliers
- 971.	Lieutald
- 997.	Boson
- 1026.	Jean I
- 1031.	Raoul I
- 1065.	Bernier
- 1069.	Guy I
- 1076.	Gibuin
- 1083.	Héribert
- 10??.	Reginald I
- 1100.	Raoul II
- 1107.	Harderic
- 1128.	Richard
- 1149.	Joran
- 1160.	Jacques I
- 1168.	Guy II
- 1176.	Henri
- 1187.	Seybert
- 1212.	Jacques II
- 1220.	Jean II
- 1221.	Reginald II
- 1227.	André
- 1240.	Hugues
- 1258.	Gérard
- 1262.	Frédéric I de Sorbet
- 1268.	Milon
- 1279.	Thibault de Sauveterre
- 1282.	Bertrand
- 1302.	Frédéric II de Baseilles
- 1303.	Pierre I de Fismes
- 1332.	Lambert d’Yvois
- 1345.	Frédéric III
- 1347.	Pierre II Hazard
- 1348.	Bernard de Meslin
- 1354.	Guy III
- 1355.	Pierre III Hazard
- 1360.	Jean III de Saint-Avit
- 1378.	Pierre IV d’Essone
- 1394.	Thomas I de Châlon.
- 1414.	Jean IV Oudin de Verpel
- 1433.	Thomas II Cochin
- 1435.	Vautier I Viricle
- 1457.	Thomas III d’Aillicourt
- 1459.	Vautier II Pilly
- 1480.	Pierre V Hanel
- 1487.	Jean V d’Aguerre
- 1509.	Jacques III des Ayvelles
- 1512.	Jean VI Gilmer
- 1528.	Claude I de Villiers

## Abbés commendataires
- 1545.	cardinal Robert de Lenoncourt
- 1548.	cardinal Philippe de Lenoncourt
- 1554.	François Butor
- 1566.	Jean VII de Rochefort de Salvert
- 1603.	Anne Sfondrati
- 1610.	Louis-René de Ficquelmont
- 1654.	Claude II de Joyeuse de Grandpré
- 1710.	Melchior de Polignac
- 1741.	Vacance
- 1745.	Henri-Jean-François d’Horion
- 1759.	Ferdinand-Maximilien-Mériadec de Rohan-Guéménée
- 1782.	Gabriel-François Moreau de Plancy

« Annales civiles et religieuses d'Yvois-Carignan et de Mouzon » ,1822, par Charles-Joseph Delahaut & publiées par L'Ecuy, ancien abbé général de Prémontré